# 擬莖海龍屬
擬莖海龍屬，為輻鰭魚綱棘背魚目海龍科的其中一屬。

## 下属物种
- 哥斯大黎加擬莖海龍（Pseudophallus elcapitanensis）
- 米氏擬莖海龍（Pseudophallus mindii）
- 斯氏擬莖海龍（Pseudophallus starksii）